# Коренёвщинский сельсовет
Коренёвщинский сельсове́т — сельское поселение в Добровском районе Липецкой области. 
Административный центр — село Коренёвщино.

## История
В соответствии с законом Липецкой области №114-оз «О наделении муниципальных образований в Липецкой области статусом городского округа, муниципального  района, городского и сельского поселения» от 2 июля 2004 года Коренёвщинский сельсовет наделён статусом сельского поселения.

## Население
| 2010  | 2012  | 2013  | 2014  | 2015  | 2016  | 2017  |
| ----- | ----- | ----- | ----- | ----- | ----- | ----- |
| 1146  | ↗1167 | ↘1120 | ↘1070 | ↗1144 | ↗1213 | ↗1268 |
| 2018  | 2021  |       |       |       |       |       |
| ↗1302 | ↗1752 |       |       |       |       |       |

## Состав сельского поселения
| № | Населённый пункт | Тип населённого пункта       | Население |
| - | ---------------- | ---------------------------- | --------- |
| 1 | Горицы           | село                         | ↗295      |
| 2 | Капитанщино      | село                         | ↗329      |
| 3 | Коренёвщино      | село, административный центр | ↗499      |
| 4 | Николаевка       | деревня                      | 23        |